# Leucogrammolycus brychios
Leucogrammolycus brychios is een straalvinnige vissensoort uit de familie van puitalen (Zoarcidae). De wetenschappelijke naam van de soort is voor het eerst geldig gepubliceerd in 2008 door Mincarone & Anderson.